# Trey Miguel
Trey McBrayer (nacido el 30 de agosto de 1994), conocido por su nombre en el ring Trey Miguel, es un luchador profesional estadounidense, actualmente firmado con Impact Wrestling.

## Carrera profesional de lucha libre

### Carrera temprana
Miguel comenzó a entrenar a los 14 años. 

### Impact Wrestling (2018-presente)
Trey apareció inicialmente en Impact en el otoño de 2018 en la edición del 6 de septiembre en un combate de equipo de seis hombres con Zachary Wentz y Ace Austin contra Ohio Versus Everything (Sami Callihan, Dave Crist y Jake Crist) en un esfuerzo por perder. Trey hizo su debut en la edición del 29 de noviembre de 2019 de Impact Wrestling junto a Dezmond Xavier y Zachary Wentz como el trío conocido como The Rascalz, acompañándolos en el ring cuando Xavier y Wentz compitieron en un combate de equipo contra Chris Bey y Mike Sydal. 
En la edición del 13 de noviembre de 2019 de Impact Wrestling, Trey se convirtió en el contendiente número uno para el Campeonato Impact X-Division que cubría a Petey Williams en un combate de seis hombres.
En el Impact! del 22 de septiembre, derrotó a Chris Bey y a TJP en una Triple Threat Match ganando una oportunidad al Campeonato de la Division X de Impact! de Rohit Raju, después del combate, de inmediato se enfrentó a Rohit Raju por el Campeonato de la Division X de Impact!, sin embargo perdió.
El 11 de noviembre, se reveló que The Rascalz pronto dejaría Impact y tenía interés de WWE y All Elite Wrestling. Durante las grabaciones del 17 de noviembre, The Rascalz recibió una "despedida" en el vestuario de Impact. Trey confirmó al día siguiente que él, Dez y Wentz habían terminado de aparecer en Impact Wrestling.
Miguel regresó a Impact en el episodio del 26 de enero de 2021 de Impact, luchando en un combate por equipos de 8 hombres formando equipo con Tommy Dreamer, Rich Swann y Willie Mack contra Chris Bey, Moose, Ken Shamrock y Sami Callihan, ganando el partido.

## Campeonatos y logros
- Alpha-1 Wrestling

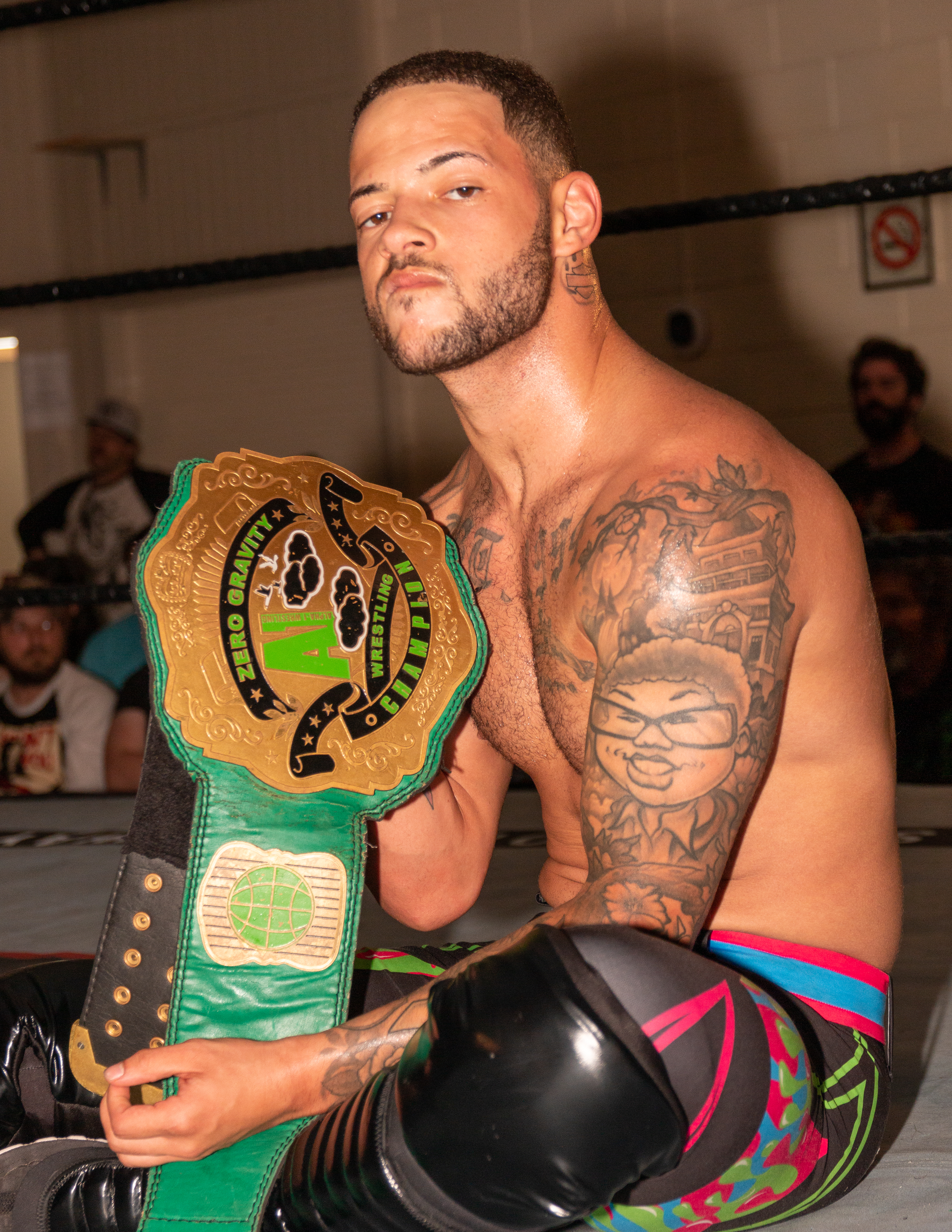
Miguel posando con el cinturón Alpha 1 Zero Gravity Championship

  - A1 Zero Gravity Championship (1 vez, actual)

- Destiny Wrestling
  - Next Generation Championship (1 vez)[3]

- Impact Wrestling
  - Impact X Division Championship (2 veces)
  - Impact World Tag Team Championship (1 vez) – con Zachary Wentz
  - IMPACT Year End Awards (1 vez)
    - Match of the Year (2020) – vs. Ace Austin vs. Eddie Edwards vs. Eric Young vs. Rich Swann at Slammiversary[4]

- Insane Wrestling Revolution
  - IWR United States Championship (1 vez, actual)

- Mega Championship Wrestling
  - MEGA Championship (1 vez, actual)

- The Wrestling Revolver
  - PWR Remix Championship (1 vez, actual)

- Warrior Wrestling
  - Warrior Wrestling Championship (1 vez)

- WrestleCircus
  - WC Big Top Tag Team Championship (1 vez) – con Zachary Wentz

- Pro Wrestling Illustrated
  - Situado en el N°124 de los PWI 500 de 2020[5]
  - Situado en el N°220 de los PWI 500 de 2021[6]
  - Situado en el N°49 de los PWI 500 de 2022[7]
  - Situado en el N°20 de los PWI 500 de 2023[8]